# Église Notre-Dame-du-Suffrage-et-Saint-Dominique de Nîmes
L'église Notre-Dame-du-Suffrage-et-Saint-Dominique est un édifice religieux de la ville de Nîmes, dans le département du Gard et la région Occitanie. Il est inscrit monument historique depuis 2002.

## Localisation
L'édifice est situé 300 rue Bir Hakeim.

## Historique
L'église est construite en 1963-1964 par l'architecte Joseph Massota (1925-1989) à la suite de l'afflux de nombreux pieds-noirs rapatriés d'Algérie après la signature des accords d'Évian en 1962, faisant atteindre le nombre de 15 000 paroissiens. Les autres auteurs sont le peintre Jean Gineyts et les artistes Dominique Gutherz et Paule Pascal.

## Architecture
L'architecte a voulu faire « une église en béton avec beaucoup de lumière, de verre ». L'édifice est construit en béton avec une charpente en bois verni, et orné de verres de couleur (bleu, rouge, jaune) dont certains pivotent pour la ventilation. Il contient 800 places assises. Il a la forme d'un bateau ou d'une amande. Devant l'église, un pylône avec croix de Camargue et poissons (symboles des premiers chrétiens) représente le salut. Le clocher s'élève quelques mètres à côté de l'église.